# Kinetochoor
Het kinetochoor is een schijfvormige eiwitstructuur, waar de spoelvezels zich hechten tijdens celdeling om zusterchromatiden uit elkaar te trekken. Het kinetochoor ontstaat nadat het chromosoom zich in twee splitst en zo de cel ook in twee splitst. Het kinetochoor is dus het overblijfsel van het centromeer aan beide delen van het chromosoom (beide chromatiden). Het kinetochoor bevindt zich ter hoogte van een centromeer (dit is een insnoering in het chromosoom) van beide chromatiden en verbindt het chromosoom met microtubuli van de mitotische spoel tijdens mitose en meiose. Door deze hechting zijn de microtubuli aan de chromatiden gebonden.
Kinetochoren starten, controleren en begeleiden de bewegingen van chromosomen tijdens celdeling. Tijdens mitose, die optreedt nadat de hoeveelheid DNA in elk chromosoom is verdubbeld (met behoud van hetzelfde aantal chromosomen) in de S-fase, worden twee zusterchromatiden bij elkaar gehouden door een centromeer. Elke chromatide heeft zijn eigen kinetochoor, die in tegengestelde richtingen wijzen en zich hechten aan tegenovergestelde polen van het mitotische spoelapparaat. Na de overgang van metafase naar anafase scheiden de zuster-chromatiden van elkaar, en de individuele kinetochoren op elke chromatide sturen hun beweging naar de spoelpolen die de twee nieuwe dochtercellen zullen definiëren. De kinetochoor is daarom essentieel voor de chromosoomscheiding die klassiek wordt geassocieerd met mitose en meiose.

## Structuur
De kinetochoor bevat twee regio's:
- een binnenste kinetochoor, die nauw verbonden is met het centromeer-DNA en gebouwd is in een gespecialiseerde vorm van chromatine die gedurende de hele celcyclus blijft bestaan;
- een buitenste kinetochoor, die bindt met microtubuli; de buitenste kinetochoor is een zeer dynamische met veel identieke componenten, die alleen tijdens de celdeling worden samengesteld en functioneel zijn.

De diepste laag in de kinetochoor is de binnenplaat, die is georganiseerd op een chromatinestructuur die nucleosomen bevat die een gespecialiseerd histoon presenteren.
Buiten de binnenplaat bevindt zich de buitenplaat, die voornamelijk uit eiwitten bestaat. Deze structuur wordt pas op het oppervlak van de chromosomen geassembleerd nadat de nucleaire envelop is afgebroken.
Zelfs de eenvoudigste kinetochoren bestaan uit meer dan 19 verschillende eiwitten. Veel van deze eiwitten zijn geconserveerd tussen eukaryote soorten, waaronder een gespecialiseerde histon H3-variant (CENP-A of CenH3 genaamd) die de kinetochoor helpt associëren met DNA. Andere eiwitten in de kinetochore hechten het aan de microtubuli (MT's) van de mitotische spil. Er zijn ook motoreiwitten, waaronder zowel dyneïne als kinesine, die krachten genereren die chromosomen verplaatsen tijdens mitose. Andere eiwitten, zoals Mad2, bewaken zowel de aanhechting van de microtubuli als de spanning tussen zusterkinetochoren en activeren het spilcontrolepunt om de celcyclus te stoppen wanneer een van deze afwezig is. De feitelijke set genen die essentieel zijn voor de kinetochoorfunctie varieert van soort tot soort.

## Chromosoomverankering aan microtubili in de mitotische spoel
Tijdens de synthesefase (S-fase) in de celcyclus begint het centrosoom te dupliceren. Net aan het begin van de mitose bereiken beide centriolen in elk centrosoom hun maximale lengte, rekruteren centrosomen extra materiaal en neemt hun nucleatiecapaciteit voor microtubuli toe. Naarmate de mitose vordert, scheiden beide centrosomen zich om de mitotische spoel te vormen. Op deze manier heeft de spoel in een mitotische cel twee polen die microtubuli uitstralen. Microtubuli zijn lange eiwitfilamenten met asymmetrische uitersten, een "minus" (-) uiteinde die relatief stabiel is naast het centrosoom, en een "plus" (+) uiteinde dat afwisselende fasen van groeien en krimpen doorstaat en het centrum van de cel verkent. Tijdens dit zoekproces kan een microtubule een chromosoom tegenkomen en vangen via de kinetochoor. Microtubuli die een kinetochoor vinden en eraan hechten, worden gestabiliseerd, terwijl de microtubuli die vrij blijven snel worden gedepolymeriseerd.
Aangezien chromosomen twee kinetochoren hebben die rug aan rug zijn verbonden (één op elke zusterchromatide), wordt de kinetochoor op de zusterchromatide blootgesteld aan de tegenoverliggende pool wanneer een van hen gehecht raakt aan de microtubuli die worden gegenereerd door een van de cellulaire polen; om deze reden raakt de tweede kinetochoor meestal gehecht aan de microtubuli die uit de tegenoverliggende pool komen, op een zodanige manier dat chromosomen nu bi-georiënteerd zijn, een fundamentele configuratie (ook wel amfitelisch genoemd) om de juiste segregatie te verzekeren van beide chromatiden wanneer de cel zich zal delen.
Wanneer slechts één microtubule is verankerd aan één kinetochoor, begint er een snelle beweging van het bijbehorende chromosoom naar de pool die de microtubule genereert. Deze beweging wordt waarschijnlijk gemedieerd door de motorische activiteit naar de "minus" (-) van het cytoplasmatisch motoreiwit dyneïne, dat zeer geconcentreerd is in de kinetochoren die niet verankerd zijn aan microtubuli. De beweging naar de pool wordt vertraagd voor zover kinetochoren kMT's verwerven (microtubuli verankerd aan kinetochoren) en de beweging wordt gestuurd door veranderingen in lengte van de kMTs.

## Krachtopwekking voor chromosoombeweging
De meeste chromosoombewegingen met betrekking tot spoelpolen worden geassocieerd met verlenging en verkorting van kMT's. Een van de kenmerken van kinetochoren is hun vermogen om de toestand van hun geassocieerde kMT's (ongeveer 20) te wijzigen van een depolymerisatietoestand aan hun (+) uiteinde naar een polymerisatietoestand. Hierdoor kunnen de kinetochoren van cellen in prometafase "directionele instabiliteit" vertonen, wisselend tussen aanhoudende bewegingsfasen naar de pool (poleward) of omgekeerd (anti-poleward), die gepaard gaan met afwisselende toestanden van kMT's depolymerisatie en polymerisatie. Deze kinetochoor bi-stabiliteit lijkt deel uit te maken van een mechanisme dat de chromosomen uit lijnt op de evenaar van de spoel zonder de mechanische verbinding tussen kinetochoren en spilpolen te verliezen. Aangenomen wordt dat de bi-stabiliteit van de kinetochoor gebaseerd is op de dynamische instabiliteit van het uiteinde van de kMT (+), en gedeeltelijk wordt gecontroleerd door de spanning die aanwezig is op de kinetochoor. In gekweekte zoogdiercellen bevordert een lage spanning bij kinetochores verandering in de richting van kMTs-depolymerisatie, en hoge spanning bevordert verandering in de richting van kMTs-polymerisatie.
Kinetochoor-eiwitten en eiwitten die binden aan MT's (+) uiteinde (gezamenlijk + TIP's genoemd) reguleren de kinetochoorbeweging door de kMT's (+) einddynamiekregulatie. De interface tussen kinetochoor en microtubuli is echter zeer dynamisch en sommige van deze eiwitten lijken bonafide componenten van beide structuren te zijn. Twee groepen eiwittenzijn bijzonder belangrijk : kinesinen die werken als depolymerasen, zoals KinI-kinesinen; en eiwitten gebonden aan MT (+) uiteinden, +TIP's, die polymerisatie bevorderen, misschien het depolymerase-effect antagonerend.